# Pierre Jaubert (économiste)
Pour les articles homonymes, voir Pierre Jaubert et Jaubert.
Pierre Jaubert, né à Bordeaux vers 1715, mort à Paris vers 1780, est un économiste et démographe français.

## Biographie
Tour à tour curé de Cestas, près de sa ville natale et aumônier de la duchesse de Chartres, il cultiva la littérature et les sciences sans négliger ses fonctions de pasteur d’âmes.
Il publia de nombreux travaux littéraires et philosophiques, dont Des causes de la dépopulation et des moyens d’y remédier publié, en 1767, in-12, sans nom d’auteur peut-être à cause des opinions un peu hardies qu’il développe en maints endroits, étant donné surtout son caractère ecclésiastique. Énumérant les causes très nombreuses de la dépopulation, il place au premier rang la corruption des mœurs, s’élevant énergiquement contre l’allaitement des enfants par des nourrices et ne se montrant pas tendre pour les célibataires. Il s’en prend également à l’accroissement des cotisations sociales, surtout des corvées, qui touchaient exclusivement les classes pauvres et les éloignent de la vie agricole et prône une réforme des mœurs, le développement des amusements sains et moraux, une éducation paternelle mieux comprise et plus effective, le retour à l’allaitement maternel. D’une rigueur impitoyable à l’égard des célibataires, il préconise une série de pénalités à leur infliger et va jusqu’à proposer, dans certains cas, la confiscation de la moitié de leurs biens à donner aux hôpitaux d’enfants assistés.
Il insiste particulièrement sur la nécessité de ramener le peuple aux travaux agricoles et se demande si on doit supprimer tous les monastères en France tout en esquivant la conclusion logique du principe qu’il a affirmé.
Il a donné la seule traduction d’Ausone en France à son époque et il a collaboré à une réédition de l’Encyclopédie en 1773.

## Œuvres
- Dissertation sur un temple octogone et sur plusieurs bas-reliefs trouvés à Sestas, Bordeaux, J.B. Lacornée, 1743, 189 p. (lire sur Wikisource).
- Éloge de la roture, dédié aux roturiers, Paris, 1766, in-12.
- Des causes de la dépopulation, et des moyens d’y remédier, Londres et Park, 1767, in-12.
- Burdigala Encomium, potina, Paris, 1767, in-12.Éloge de la ville de Bordeaux ; texte latin, avec la traduction, à laquelle on a ajouté des notes très curieuses.
- Œuvres d’Ausone, traduites en français, avec le texte, 1769, 4 vol. in-12.
- De l'Imitation de Jésus-Christ, traduction nouvelle, dédiée à la duchesse de Chartres, Paris, 1770, in-12.Tout ce qui se trouve entre deux crochets, dit le traducteur dans sa préface, vient des éditions qui ont été faites sur les originaux français, ce qui prouve que celui qui a traduit en latin l’Imitation de Jésus-Christ s’est quelquefois donné la licence d’abréger son auteur.
- Pierre Jaubert et L'Abbé Dinouart, Anecdotes Ecclésiastiques : contenant tout ce qui s’est passé dans les Églises d’Orient et d’Occident, t. I, Paris et Amsterdam, Chez Vincent, 1772, 662 p. (lire en ligne).

Pierre Jaubert et L'Abbé Dinouart, Anecdotes Ecclésiastiques : contenant tout ce qui s’est passé dans les Églises d’Orient et d’Occident, t. II, Paris et Amsterdam, Chez Vincent, 1772, 662 p. (lire en ligne).
- Dictionnaire raisonné universel des Arts et Métiers, contenant l’histoire, la description, la police des fabriques et manufactures de France et des pays étrangers, Paris, chez Pierre-François Didot jeune, 1773, 4 vol. in-8° ; Lyon, A. Leroy, 1793-1801, 5 vol. in-8°. Digitalisats vol. 2: ,  En 1773, c’est une nouvelle édition d’un ouvrage qui n’avait paru d’abord qu’en deux volumes in-8°. La première édition, de 1766, est de Philippe Macquer. L’abbé Jaubert se chargea de le revoir et de l’augmenter : il y a joint l’historique de chaque art, son origine et ses degrés de perfection, il a encore introduit un grand nombre d’arts qui manquaient à la première édition.

L’abbé Jaubert a aussi laissé en manuscrit des recherches sur Bordeaux, ville dont il se proposait d’écrire l’histoire.

## Sources
(octobre 2023).
- Jean Chrétien Ferdinand Hoefer, Nouvelle biographie générale depuis les temps les plus reculés jusqu'à nos jours, Paris : chez Firmin-Didot, 1861. Cet ouvrage cite : 
  - Chaudon et Delandine, Dictionnaire historique, critique et bibliographique.
  - Quérard, La France Littéraire.
  - Alexandre Barbier, Dissertation sur soixante traductions de l'Imitation de Jésus-Christ, p. 76
- Les siècles littéraires de la France ou nouveau dictionnaire historique critique et bibliographique de tous les écrivains français, morts et vivans jusqu'à la fin du XVIIIe siècle, paru à Paris en l’an XI (1803)